# Fabronia assamica
Fabronia assamica är en bladmossart som beskrevs av Hugh Neville Dixon 1937. Fabronia assamica ingår i släktet Fabronia och familjen Fabroniaceae. Inga underarter finns listade i Catalogue of Life.